# Congé (poesía)
El congé (en español: partida) es un género poético medieval nacido a comienzos del siglo XIII. Modo poético de separarse de una mujer o bien del mundo en general, estas obras líricas se suele escribir en primera persona, confiriendo a los versos un aspecto autobiográfico (con el cual, no obstante, hace falta saber guardar las distancias).
El género del congé aparece por primera vez en Arrás, con Jean Bodel, Baude Fastoul y Adam de la Halle.
Rutebeuf (Poèmes de l'infortune) o François Villon (Le Testament) darán al género sus cartas de naturaleza.